# نیکولا گوگلیلملی
نیکولا گوگلیلملی (انگلیسی: Nicola Guglielmelli؛ زادهٔ ۲۳ ژوئیهٔ ۱۹۹۷) بازیکن فوتبال است.
از باشگاه‌هایی که در آن بازی کرده‌است می‌توان به باشگاه فوتبال هلاس ورونا اشاره کرد.